# Impasse de l'Église
Impasse de l'Église är en återvändsgata i Quartier de Javel i Paris femtonde arrondissement. Gatan är uppkallad efter den närbelägna Église Saint-Jean-Baptiste de Grenelle. Impasse de l'Église börjar vid Rue de l'Église 83.

## Omgivningar
- Saint-Jean-Baptiste de Grenelle
- Rue de la Rosière
- Square Yvette-Chauviré
- Passage des Écoliers

## Bilder
| - Gatuskylt. - Saint-Jean-Baptiste de Grenelle. - Square Yvette-Chauviré. |

## Kommunikationer
- Tunnelbana – linje  – Félix Faure
- Busshållplats Javel Félix Faure – Paris bussnät

### Webbkällor
- ”Impasse de l'Église”. Mairie de Paris. https://web.archive.org/web/20160303193813/http://www.v2asp.paris.fr/commun/v2asp/v2/nomenclature_voies/Voieactu/3202.nom.htm. Läst 27 december 2023.
- ”Impasse de l'Église (15ème arrondissement)”. Les rues de Paris. https://web.archive.org/web/20160409001136/http://www.parisrues.com/rues15/paris-15-impasse-de-l-eglise.html. Läst 27 december 2023.